# Élections législatives de 1994 aux Îles Cook
L élections législatives de 1994 aux Îles Cook ont lieu le 24 mars 1994. Elle voient le Cook Islands Party remporter la victoire permettant ainsi à Geoffrey Henry de conserver son poste de Premier Ministre.

## Rarotonga
| Circonscription            | Élu                  | Parti |
| -------------------------- | -------------------- | ----- |
| Tupapa-Maraerenga          | Tupou Alfred Faireka | CIP   |
| Takuvaine-Tutakimoa        | Geoffrey Henry       | CIP   |
| Avatiu-Ruatonga-Palmerston | Rei Jack             | CIP   |
| Nikao-Panama               | Niroa Manuela        | CIP   |
| Ruaau                      | Boy Tamatoa Tepai    | CIP   |
| Akaoa                      | Utia Matata          |       |
| Murienua                   | Tom John Marsters    | CIP   |
| Titikaveka                 | Tiki Matapo          | CIP   |
| Ngatangiia                 | Terepai Maoate       | DP    |
| Matavera                   | Mataio Mataio Aperau |       |

## Aitutaki
| Circonscription           | Élu             | Parti |
| ------------------------- | --------------- | ----- |
| Amuri-Ureia               | Paora Teiti     | CIP   |
| Arutanga-Reureu-Nikaupara | Ngereteina Puna | CIP   |
| Vaipae-Tautu              | Thomas Hewitt   |       |

## Mangaia
| Circonscription | Élu                  | Parti |
| --------------- | -------------------- | ----- |
| Oneroa          | Papamama Pokino      | CIP   |
| Ivirua          | Tiriamate Ngatokorua | CIP   |
| Tamarua         | Miimama Parima       | CIP   |

## Atiu
| Circonscription             | Élu               | Parti |
| --------------------------- | ----------------- | ----- |
| Teenui-Mapumai              | Upokomaki Simpson | NAP   |
| Tengatangi-Areora-Ngatiarua | Norman George     | NAP   |

## Les autres îles
| Circonscription | Élu                   | Parti |
| --------------- | --------------------- | ----- |
| Mauke           | Vaine Tairea          | CIP   |
| Mitiaro         | Tangata Mouauri Vavia | DP    |
| Rakahanga       | Pupuke Robati         | DP    |
| Rakahanga       | Robert Woonton        | DP    |
| Rakahanga       | Inatio Akaruru        | CIP   |
| Penrhyn         | Tepure Tapaitau       | CIP   |

### Outre-mer
| Circonscription           | Élu          | Parti |
| ------------------------- | ------------ | ----- |
| Circonscription outre-mer | Joe Williams | CIP   |